# Майк Річчі
Майк Рі́ччі (англ. Mike Ricci, нар. 27 жовтня 1971, Скарборо, Онтаріо) — колишній канадський хокеїст, що грав на позиції центрального нападника. Грав за збірну команду Канади.
Володар Кубка Стенлі. Провів понад тисячу матчів у Національній хокейній лізі.

## Ігрова кар'єра
Хокейну кар'єру розпочав 1986 року.
1990 року був обраний на драфті НХЛ під 4-м загальним номером командою «Філадельфія Флаєрс».
Протягом професійної клубної ігрової кар'єри, що тривала 18 років, захищав кольори команд «Філадельфія Флаєрс», «Квебек Нордікс», «Колорадо Аваланч», «Сан-Хосе Шаркс» та «Фінікс Койотс».
Загалом провів 1209 матчів у НХЛ, включаючи 110 ігор плей-оф Кубка Стенлі.
Виступав за молодіжну збірну Канади в складі якої провів 12 матчів та національну збірну Канади провів 8 ігор в її складі.

## Нагороди та досягнення
Клубні
- Друга команда всіх зірок ОХЛ — 1989.
- Перша команда всіх зірок ОХЛ — 1990.
- Трофей Реда Тілсона — 1990.
- Вільям Генлі трофі — 1990.
- Гравець року Канадської хокейної ліги — 1990.
- Володар Кубка Стенлі в складі «Колорадо Аваланч» — 1996.

Збірні
- Чемпіон світу серед молодіжних команд — 1990.
- Чемпіон світу — 1994.

## Статистика

### Клубні виступи
| Сезон        | Клуб                  | Ліга         | Регулярний сезон | Регулярний сезон | Регулярний сезон | Регулярний сезон | Регулярний сезон | Плей-оф | Плей-оф | Плей-оф | Плей-оф | Плей-оф |
| Сезон        | Клуб                  | Ліга         | І                | Г                | П                | О                | ШХ               | І       | Г       | П       | О       | ШХ      |
| ------------ | --------------------- | ------------ | ---------------- | ---------------- | ---------------- | ---------------- | ---------------- | ------- | ------- | ------- | ------- | ------- |
| 1986–87      | «Торонто Мальборос»   | ОХЛ          | 38               | 39               | 42               | 81               | 27               | —       | —       | —       | —       | —       |
| 1987–88      | «Пітерборо Пітс»      | ОХЛ          | 41               | 24               | 37               | 61               | 20               | 12      | 7       | 6       | 13      | 12      |
| 1988–89      | «Пітерборо Пітс»      | ОХЛ          | 60               | 54               | 52               | 106              | 43               | 17      | 19      | 16      | 35      | 18      |
| 1989–90      | «Пітерборо Пітс»      | ОХЛ          | 60               | 52               | 64               | 116              | 39               | —       | —       | —       | —       | —       |
| 1990–91      | «Філадельфія Флаєрс»  | НХЛ          | 68               | 21               | 20               | 41               | 64               | —       | —       | —       | —       | —       |
| 1991–92      | «Філадельфія Флаєрс»  | НХЛ          | 78               | 20               | 36               | 56               | 93               | —       | —       | —       | —       | —       |
| 1992–93      | «Квебек Нордікс»      | НХЛ          | 77               | 27               | 51               | 78               | 123              | 6       | 0       | 6       | 6       | 8       |
| 1993–94      | «Квебек Нордікс»      | НХЛ          | 83               | 30               | 21               | 51               | 113              | —       | —       | —       | —       | —       |
| 1994–95      | «Квебек Нордікс»      | НХЛ          | 48               | 15               | 21               | 36               | 40               | 6       | 1       | 3       | 4       | 8       |
| 1995–96      | «Колорадо Аваланч»    | НХЛ          | 62               | 6                | 21               | 27               | 52               | 22      | 6       | 11      | 17      | 18      |
| 1996–97      | «Колорадо Аваланч»    | НХЛ          | 63               | 13               | 19               | 32               | 59               | 17      | 2       | 4       | 6       | 17      |
| 1997–98      | «Колорадо Аваланч»    | НХЛ          | 6                | 0                | 4                | 4                | 2                | —       | —       | —       | —       | —       |
| 1997–98      | «Сан-Хосе Шаркс»      | НХЛ          | 59               | 9                | 14               | 23               | 30               | 6       | 1       | 3       | 4       | 6       |
| 1998–99      | «Сан-Хосе Шаркс»      | НХЛ          | 82               | 13               | 26               | 39               | 68               | 6       | 2       | 3       | 5       | 10      |
| 1999–00      | «Сан-Хосе Шаркс»      | НХЛ          | 82               | 20               | 24               | 44               | 60               | 12      | 5       | 1       | 6       | 2       |
| 2000–01      | «Сан-Хосе Шаркс»      | НХЛ          | 81               | 22               | 22               | 44               | 60               | 6       | 0       | 3       | 3       | 0       |
| 2001–02      | «Сан-Хосе Шаркс»      | НХЛ          | 79               | 19               | 34               | 53               | 44               | 12      | 4       | 6       | 10      | 4       |
| 2002–03      | «Сан-Хосе Шаркс»      | НХЛ          | 75               | 11               | 23               | 34               | 53               | —       | —       | —       | —       | —       |
| 2003–04      | «Сан-Хосе Шаркс»      | НХЛ          | 71               | 7                | 19               | 26               | 40               | 17      | 2       | 3       | 5       | 4       |
| 2005–06      | «Фінікс Койотс»       | НХЛ          | 78               | 10               | 6                | 16               | 69               | —       | —       | —       | —       | —       |
| 2006–07      | «Фінікс Койотс»       | НХЛ          | 7                | 0                | 1                | 1                | 4                | —       | —       | —       | —       | —       |
| 2006–07      | «Сан-Антоніо Ремпедж» | АХЛ          | 2                | 0                | 0                | 0                | 0                | —       | —       | —       | —       | —       |
| Усього в НХЛ | Усього в НХЛ          | Усього в НХЛ | 1099             | 243              | 362              | 605              | 979              | 110     | 23      | 43      | 66      | 77      |

### Збірна
| Рік                | Команда                 | Турнір             | Місце              | І  | Г | П | О  | ШХ |
| ------------------ | ----------------------- | ------------------ | ------------------ | -- | - | - | -- | -- |
| 1989               | молодіжна збірна Канади | МЧС                | 4-е                | 7  | 5 | 2 | 7  | 6  |
| 1990               | Канада                  | МЧС                | 1                  | 5  | 0 | 4 | 4  | 0  |
| 1994               | Канада                  | ЧС                 | 1                  | 8  | 2 | 1 | 3  | 8  |
| Молодіжна збірна   | Молодіжна збірна        | Молодіжна збірна   | Молодіжна збірна   | 12 | 5 | 6 | 11 | 6  |
| Національна збірна | Національна збірна      | Національна збірна | Національна збірна | 8  | 2 | 1 | 3  | 8  |